# South Boston Speedway
O South Boston Speedway é um autódromo localizado em South Boston, no estado da Virgínia, nos Estados Unidos, o circuito é no formato oval com 0,644 km (0,4 milhas) de extensão, 12 graus de inclinação nas curvas e 10 graus de inclinação nas retas, o circuito foi inaugurado em 1957, já recebeu corridas da NASCAR Xfinity Series e NASCAR Cup Series, atualmente recebe corridas de categorias regionais como a NASCAR Pro Series East